# BOSSA DRIVE
『BOSSA DRIVE』（ボッサ・ドライヴ）は、崎谷健次郎の通算5枚目のインストゥルメンタル・アルバム。2011年5月21日に発売。

## 解説

### 作品構成
- 本作は、崎谷健次郎プロデュースによる本人の歌唱曲をボサノバ調にピアノ編曲して演奏したピアノ・インストゥルメンタル・アルバムで、『PIANOIR 〜Sakiya plays his songs〜』に次いで3作目にあたる。2011年5月21日に東京・南青山マンダラで行われる弾き語りライヴ"【FEEL GOOD】UP NUMBER NIGHT"を記念して制作された限定盤である[2]。
- 制作にあたって、崎谷は「オリジナル曲を嗜好を変えて、スイートでお洒落、爽快に気持ちよくなれるbossanovaアレンジで、お楽しみいただけます。」[3]と紹介している。
- 全曲のコンピューター・プログラミング、演奏は、崎谷健次郎。
- 届かないジェラシー

通算7枚目のアルバム収録曲。崎谷による本作初編曲。
- ラベンダーの中で

通算2枚目のアルバム収録曲。
- 潮騒の時（THE SOUND OF WAVES）
- 通算5枚目のアルバム収録曲。
- Perfect Day

通算10枚目のアルバム収録曲。
- Invisible Birds

通算9枚目のアルバム収録曲。
- ためいきの青空（そら）

通算4枚目のアルバム、通算7枚目のシングル収録曲。
- 君がいた休日

通算7枚目のアルバム収録曲。崎谷による本作初編曲。
- JEWELRY よりMEMORY

通算3枚目のアルバム収録曲。
- なつかしい週末

通算8枚目のアルバム収録曲。
- もう一度夜を止めて

通算3枚目のシングル表題曲。

### 作品制作
- 制作はLUNCH TIME CAFÉ、発売元はIMPRESSIONである。
- キャッチフレーズは、「崎谷健次郎によるピアノインストCD第2弾はボサノバ!　オリジナル10曲による爽快なサウンドはドライブにぴったり。」[4]。
- CDジャケットは、カラー刷りリーフレット2頁。表面が白いジャケットに緑色パンツスーツを履いた崎谷が鏡台に腰かけて、鏡を覗く右横顔が映し出されている写真を採用している。裏面が赤いソファに腰かけて左側に顔を向けた写真を採用している[5]。デザイン・アートワークは、神戸菜美子。メイクアップ・アート、フォトグラフは、河内正澄である。
- レコーディング・エンジニア、ミキシング・エンジニアは崎谷健次郎。マスタリング・エンジニアは、北城浩志。
- 2011年2月、制作開始[3][6]。4月、マスタリング終了[7]。5月、ジャケット完成[8]。

### 作品寸評
- 崎谷は、「一曲一曲手触り、テンポ感が違い、アレンジに手が込んでいます。おなじみの作品が全く違うポップな作品に生まれ変わりました。今までに表現したことのない作品を形にできたことをとても嬉しく思っています。」[7]とコメントしている。

## 収録曲
全10曲、作曲 / 編曲：崎谷健次郎
1. 届かないジェラシー
2. ラベンダーの中で
3. 潮騒の時（THE SOUND OF WAVES）
4. Perfect Day
5. Invisible Birds
6. ためいきの青空（そら）
7. 君がいた休日
8. JEWELRY よりMEMORY
9. なつかしい週末
10. もう一度夜を止めて